# Gilbert Stanley Underwood
Pour les articles homonymes, voir Underwood.
Gilbert Stanley Underwood est un architecte américain né en 1890 à Oneida et mort en 1960 ou 1961 dans le comté de Broward, en Floride, probablement à Fort Lauderdale. Il est surtout connu pour les nombreux lodges qu'il a dessinés pour les parcs nationaux de son pays, parmi lesquels l'Ahwahnee Hotel, le Bryce Canyon Lodge, le Bryce Inn, le Grand Canyon Inn and Campground, le Grand Canyon Lodge, le Jackson Lake Lodge, le Zion Inn et le Zion Lodge. Il a également signé le Giant Forest Museum, dans le parc national de Sequoia.